# Poperinge
Poperinge è un comune belga di 19.893 abitanti, situato nella provincia fiamminga delle Fiandre Occidentali. La città conta più di 19.000 abitanti e si trova nella regione fiamminga occidentale dell'Heuvelland. Insieme alle città di Veurne, Ypres e Diksmuide, la città è un centro regionale e di assistenza per la regione del Westhoek.